# Pteronymia medellina
Pteronymia medellina es una especie de mariposa de la familia Nymphalidae de alas transparentes que se encuentra en Colombia y Venezuela.
La especie fue descrita por Richard Haensh en 1905, quien nombró su descubrimiento en honor a la ciudad de Medellín, en cuyos bosques suelen habitar estas mariposas.
Esta mariposa se caracteriza por sus alas transparentes, espolvoreadas de color blanco amarillento. Los bordes inferiores de las alas son de color marrón rojizo con un borde oscuro; posee tres puntos blancos en el ápice de las alas anteriores. Sus antenas son negras y su abdomen es gris.